# 선우단
선우 단(鮮于丹, ? ~ ?)은 중국 후한 말 ~ 삼국 시대 오나라의 장수이다. 소설 《삼국지연의》에서는 순우단(淳于丹)으로 등장한다.

## 사적
222년, 동오의 대도독 육손을 따라 이릉 전투에 출진한다. 육손의 명을 받아 정찰을 하는 도중에 부융에게 공격받아 패하고 돌아오지만 육손은 오히려 그것을 계기로 유비를 물리치게 된다. 그 후 순우단에 대한 기록은 어디에서도 찾아볼 수 없다.